# Nicolò Cannella
Nicolò Cannella (Casteltermini, 3 ottobre 1947 – Gibellina, 25 gennaio 1968) è stato un carabiniere ausiliario italiano, insignito di medaglia d'oro al valor civile alla memoria.
Cannella è deceduto nell'adempimento del suo dovere a Gibellina mentre prestava soccorso alle popolazioni della Valle del Belice colpite dal terremoto.
Alla sua memoria è intitolata, dal 3 maggio 2005, la Caserma sede del Comando Stazione Carabinieri di Casteltermini (AG).